# Lubstowo
Lubstowo (Duits: Lupushorst) is een plaats in het Poolse district  Malborski, woiwodschap Pommeren. De plaats maakt deel uit van de gemeente Nowy Staw en telt 180 inwoners.